# Southampton FC
A Southampton Football Club, vagy becenevükön: The Saints (A szentek) egy angol labdarúgócsapat, melynek székhelye a dél-angliai Southampton városában van. A csapat ismét az angol élvonalban, a  Premier League-ben versenyez, miután a 2023–2024-es másodosztály-rájátszás döntőjében legyőzte a Leeds Unitedet.
A klub eddigi legnagyobb sikere az 1976-ban elért FA-kupa-győzelem. Legjobb helyezésük az 1983–84-es idényben, az első osztályban elért második hely. Az együttes 2005 májusában a másodosztályba került, ahonnan 2012-ben tértek vissza. Becenevüket még megalakulásuk idején kapták, ugyanis eredetileg egyházi futballcsapatként indultak. Hazai pályán a kezdetek óta piros-fehér szerelésben játszanak. Legnagyobb riválisaik közé tartozik a szomszédos Portsmouth városának csapata, összecsapásaik rangadókként vannak számontartva.
A csapat hazai mérkőzéseinek 2001 óta a St. Mary Stadion ad otthont.

## Klubtörténet

### A megalakulástól a kupagyőzelemig
Southampton csapatát 1885. november 21-én alapították,  St. Mary’s Young Men’s Association FC néven (rövidítve St. Mary’s Y.M.A.). Az 1887-88-as idényben már St. Mary’s F.C.-ként léptek pályára, a Southampton St. Mary’s nevet pedig 1894-ben vették fel. A csapat 1897-ben nyert meg a déli bajnokságot, azóta szerepel Southampton FC néven. A következő idények során a klub többször is első helyen végzett a bajnokságban (1897, 1898, 1901, 1903, 1904). Történetük első FA-kupa döntőjét 1900-ban játszották – 4-0-ra kaptak ki a Burytől. Két évvel később ugyancsak a döntőben a Sheffield United verte őket 2-1-re.
A Szentek az első világháborút követően, 1920-ban csatlakoztak az újonnan szervezett angol harmadosztályhoz (Football League Third Division South), majd az 1921–22-es szezonban elért feljutás révén kerültek a másodosztályba. Az 1922–23-as szezonban 14 győzelemmel, 14 döntetlennel és 14 vereséggel zártak. 1925-ben és 1927-ben bejutottak az FA-Kupa döntőjébe, ám előbb a Sheffield United győzte le őket (2-0), majd az Arsenal (2-1). A csapat az 1947–48-as szezonban a harmadik helyen végzett, hajszál híján elmulasztva a feljutást. 1953-ban a harmadosztályba hullottak vissza. A feljutásra 1960-ig kellett várni, míg az első osztályba 1966-ban került fel a Southampton, Ted Bates vezetése alatt. Batest 1973-ban Lawrie McMenemy követte a vezetőedzői pozícióban. 1974-ben a Southampton aztán egyike volt azon három csapatnak, amely kiesett az első osztályból.
A másodosztályban eltöltött évek alatt csatlakozott a klubhoz Peter Osgood, Jim McCalliog, Jim Steele és Peter Rodrigues. A csapat 1976-ban ismételten FA-kupa döntőt játszhatott, ezúttal a Manchester United ellen, a Wembleyben. A United erős favoritnak számított, ám végül a Southampton nyerte a mérkőzést, Bobby Stokes góljával.

### Visszatérés az első osztályba és szereplés a Premier League-ben
A Southampton 1978-ban jutott vissza az első osztályba, az első szezonban a 14. helyen végeztek. A következő idényben Ligakupa döntőt játszottak a Nottingham Forest ellen, és 3-2-es vereséget szenvedtek. Az 1981-82-es idényben a Southampton két hónapon keresztül vezette a bajnokságot, 1982. január 30. és 1982. április 3. között. A befejezés azonban csalódást keltett: az együttes mindössze két mérkőzését volt képes megnyerni az utolsó kilencből, és végül a hetedik helyen zártak. A csapat meghatározó játékosai közé tartozó Kevin Keegan 26 gólt szerzett az idényben, ám a következő szezonban már a Newcastle színeiben játszott.

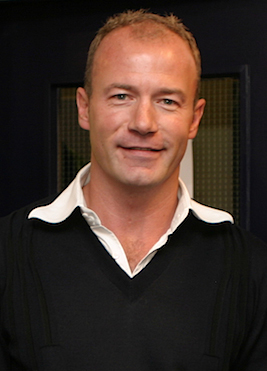
Alan Shearer 158 mérkőzésen 43 gólt szerzett a Southampton színeiben

McMenemy az 1984–85-ös szezon végéig maradt a Southampton élén, az őt követő Chris Nicholl pedig hat éven át vezette az együttest, majd Ian Branfoot került a klub élére. Ezen időszak egyik legmeghatározóbb játékosa Matthew Le Tissier volt, aki az 1986–87-es szezonban verekedte be magát a kezdőcsapatba. 1990-ben a PFA (Professional Futballers’ Association) év játékosának választotta, pályafutása során pedig nyolc alkalommal lépett pályára az angol válogatottban. Hasonlóan jelentős játékos lett később Alan Shearer, aki 1988 áprilisában, alig tizenhét évesen mesterhármast lőtt az Arsenalnak. Shearer 1992-ig maradt a Southampton játékosa, később a Blackburn Roversben és a Newcastle-ben is játszott. Az angol válogatott játékosaként harminc alkalommal volt eredményes.
A Southampton a Premier League alapító tagjaihoz tartozik. Az 1992-es alapítást követő tíz évben gyakran a kiesés ellen küzdött a csapat – az 1995–96-os idényben tizenhetedik helyen végeztek és csak a gólkülönbségnek köszönhetően nem estek ki. Az 1998–99-es szezonban az utolsó játéknapon sikerült a bennmaradás, nagyban köszönhetően Marian Pahars és Le Tissier játékának. 1999-ben kezdődtek el a St. Mary Stadium munkálatai, amely jelenleg is a csapat otthona.
A 2002–03-as szezonban a Southampton nyolcadik helyen zárt, és FA-Kupa-döntőt játszott az Arsenallal, ám a mérkőzés 1-0-s vereséggel zárult. Rupert Lowe tulajdonos 2004 végén szerződtette a klub élére Harry Redknappet, aki éppen a helyi rivális Portsmouthtól érkezett. Redknapp új igazolásai ellenére sem sikerült a bennmaradás: a szezon utolsó játéknapján a Southampton a másodosztályba került, véget vetve 27, folyamatosan az élvonalban eltöltött évnek. Ironikus módon a kiesés éppen a Manchester United ellen, hazai pályán 2-1-re elveszített találkozón vált bizonyossá – 1976-ban őket verte a Southampton az FA-Kupa döntőjében.

### A másod-és harmadosztályban

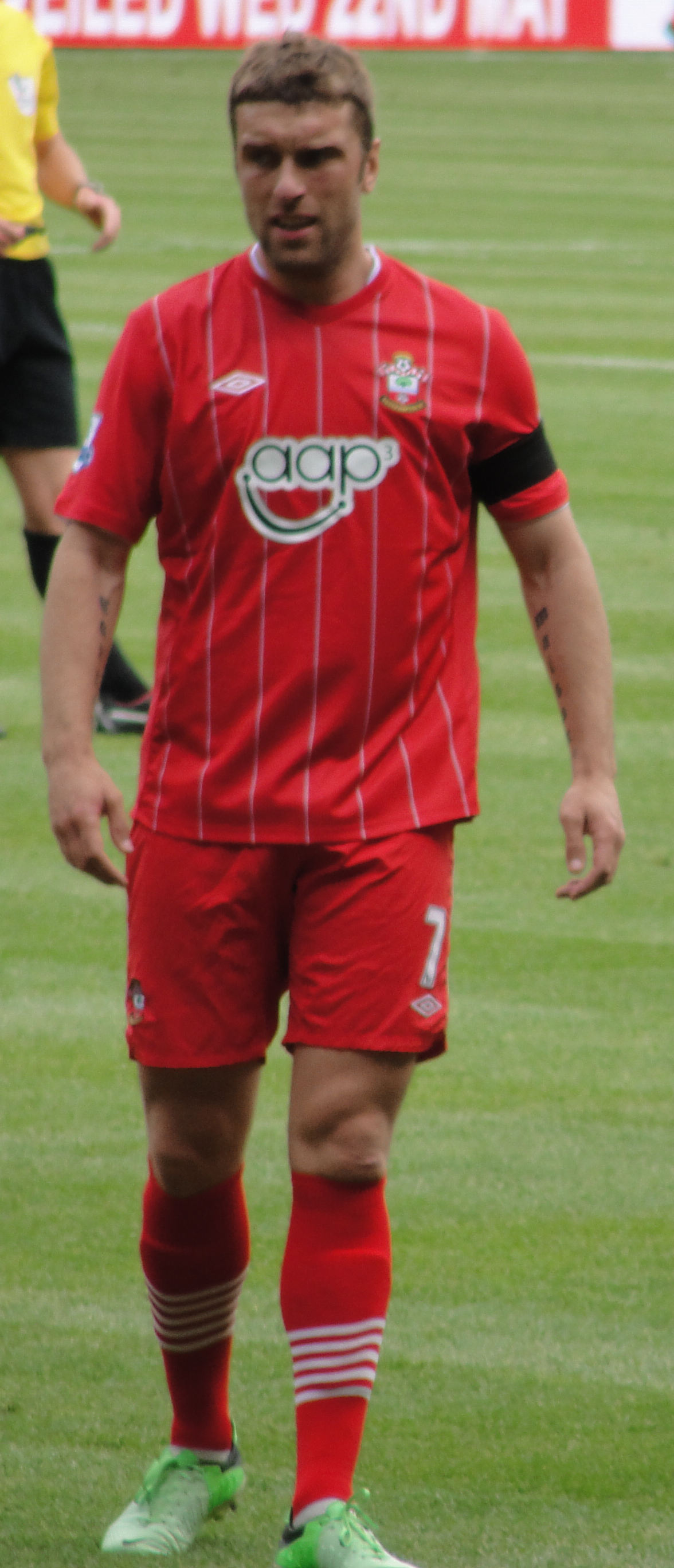
Rickie Lambert 2009–2014 között volt a Southampton csatára

Redknapp képtelen volt azt a stabilitást megteremteni a csapat körül, amely szükséges lett volna a visszajutáshoz. A menedzser 2005 decemberében távozott a Southamptontól, rövidesen George Burley váltotta. A 2005–06-os szezon során a klub közel került ahhoz, hogy sorozatban másodszor is kiessen a bajnokságából, ám szezon végére sikerült elérni a 12. helyet. A jó forma a következő idényben is kitartott, és az évet a csapat a negyedik helyen zárta. Az átigazolási időszakban a csapat szerződtette Grzegorz Rasiakot, Marek Saganowskit és a 17 éves Gareth Bale-t is. A csapat végül a hatodik helyen végzett és a feljutásért játszhatott. Az elődöntőben a Derby County ellen tizenegyesekkel veszített.
A 2007–08-as szezonban pénzügyi okokból több játékostól (köztük Gareth Bale-től és Kenwyne Jonestól) is meg kellett válni. Burley 2008 januárjában távozott a klubtól, egyenesen a skót válogatott élére. Ideiglenes Jason Dodd és John Gorman vették át az irányítást, februárban pedig bejelentették az új menedzsert, Nigel Pearsont. Noha Pearon képes volt benntartani a csapatot a Championshipben, szerződését nem hosszabbították meg. Utódja a holland Jan Poortvliet lett. A klub pénzügyi helyzete tovább súlyosbodott, ez pedig több játékos eladásához vagy kölcsönadásához vezetett. Csökkentek a játékosok bérei is, valamint a St. Mary egy részét is le kellett zárni a költségek csökkentése érdekében.
Poortvliet 2009. január 23-án mondott le, a menedzseri teendőket Mark Wotte vette át. 2009 áprilisában a Southamptontól tíz pontot vontak le az őket működtető vállalat elleni csődeljárás miatt. Az áprilisi 2-2-es Burnley-döntetlen után bizonyos lett, hogy a csapat a 2009-2010-es szezont a harmadosztályban tölti – ötven év után először. Hat évvel azelőtt a klub még az FA-Kupa döntőjében szerepelt.
2009 májusára a klub olyan pénzügyi helyzetbe került, hogy az alkalmazottak bérét sem tudta már kifizetni. A Southamptont júliusban Markus Liebherr vette meg. Mark Wotte menedzsert Alan Pardew követte. A Liebherr-éra első jelentős igazolása Rickie Lambert volt, a Bristol Rovers csapatától. 
2010. március 28-án 1976 után először gazdagodott újabb trófeával a Southampton, amikor 4-1-re verte a Carlisle Unitedet a Football League Trophy döntőjében. A bajnokságot a hetedik helyen sikerült befejezni. Pardew-t augusztusban menesztették állásából. A vezetőség szeptemberben jelentette be Nigel Adkinst mint a klub új menedzserét. 2011 májusában a Southampton 3-1-es győzelmet aratott a Walsall felett, ezzel pedig visszajutott a Championshipbe.
A másodosztályban erősen kezdték a szezont, történetük során először nyertek zsinórban négy bajnoki mérkőzést. Április 13-án 3-1-re kaptak ki otthon a Readingtől, ez pedig az első hazai pályán elveszített találkozó volt január közepe óta. A csapat a Coventry ellen, hazai pályán 4-0-s győzelmet aratva (Adam Lallana, Billy Sharp, Jos Hooiveld és José Fonte góljaival) visszajutott a Premier League-be. Rickie Lambert 27 góljával elnyerte a gólkirályi címet, és az év játékosává is megválasztották.

### Visszatérés a Premier League-be
2012. június 10-én a klub hét millió fontért vásárolta meg a Burnley-csatár Jay Rodriguezt, aki így az egyesült legdrágább igazolása lett. A rekordot aztán a Bolognából megvett Gastón Ramírez döntötte meg, őt 12 millió fontért sikerült a Southamptonhoz igazolni. Adkinst a szezon elején az argentin Mauricio Pochettino váltotta a menedzseri székben. Érkezése után a Southampton figyelemreméltó győzelmeket aratott, hazai pályán verte többek között a Manchester Cityt, a Liverpoolt és a Chelsea-t, ugyanakkor a csapat története egyik legnagyobb vereségét is ekkor szenvedte el, amikor 6-1-re kikapott az Arsenaltól. Az első szezont a 14. helyen sikerült befejezni, 41 ponttal – négy hellyel a kiesőzóna felett.
2013 júliusában ismételten rekordösszegű igazolás érkezett a klubhoz: a celtices Victor Wanyama 12,5 millió fontért váltott klubot; a Roma csapatától távozó Dani Osvaldo értéke még ezt is meghaladta, érte 15 millió fontot fizettek. A Szentek igazolásai közé tartozott még a Lyon-hátvéd Dejan Lovren is, aki 8,5 millió fontba került. A Southampton a 8. helyen zárta az idényt, 56 ponttal. Pochettino ezután a szintén Premier League-ben szereplő Tottenhamhez távozott. Helyére Ronald Koemant szerződtették 2014. június 16-án, három évre. A korábbi Feyenoord-edzőhöz testvére, Erwin is csatlakozott segédedzőként.

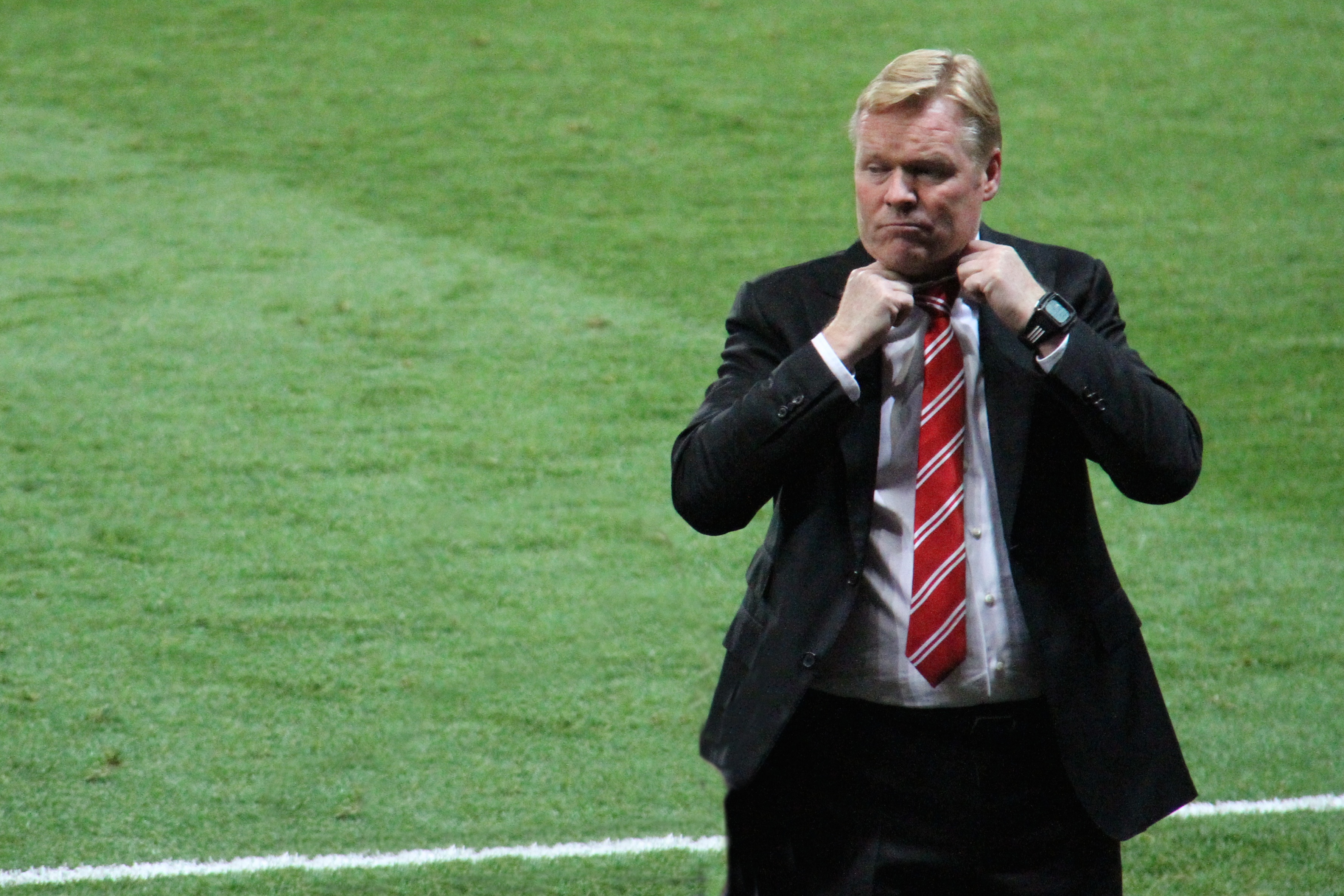
Ronald Koeman 2014–2016 között irányította a Southampton csapatát

A 2013–14-es szezon végén a Southampton több nagy játékoseladást is produkált: Rickie Lambert, Adam Lallana és Lovren a Liverpoolhoz csatlakoztak. Luke Shaw a Manchester Unitedhez került, Callum Chambers pedig az Arsenalhoz.
2014 júliusában került a klubhoz a szerb Dušan Tadić a Twentetől és az olasz Graziano Pellè a Feyenoordtól. Július végén érkezett kölcsönbe a Chelsea-védő Ryan Bertrand. A további igazolások közé tartozott Fraser Forster, Florin Gardos, Shane Long, Sadio Mané. Az Atlético Madridtól Toby Alderweireldet sikerült megszerezni, kölcsönbe az egész szezonra.
A 2014–15-ös szezonban számos szép sikert könyvelhetett el a csapat: októberben 8-0-ra sikerült legyőzni a Sunderlandet, és 1988 óta először diadalmaskodott a Southampton a Manchester United otthonában. Az utolsó hazai mérkőzésen Mané mesterhármast szerzett az Aston Villa elleni 6-1-es mérkőzésen – mindössze 176 másodperc alatt triplázott, amely Premier League-rekord. A szezont a csapat a 7. helyen, 60 ponttal zárta. 
Az újabb átigazolási időszakban Nathaniel Clyne a Liverpoolhoz távozott, Schneiderlin pedig a Manchester Unitedhez. Manéért a Manchester United és a Chelsea is 30 millió fontos ajánlatot tett, de Ronald Koeman ragaszkodott a megtartásához. Az érkezők között volt Virgil van Dijk, Cuco Martina és Oriol Romeu. Kölcsönbe jött Steven Caulker és Maarten Stekelenburg.
2015. december 2-án a klub az elmúlt három év legnagyobb vereségét szenvedte el, amikor a Ligakupa negyeddöntőjében 6-1-re kapott ki otthon a Liverpooltól. Az együttes az idényben szerződtette még Charlie Austint is, aki a Manchester United elleni idegenbeli mérkőzésen debütált és a találkozó egyetlen gólját szerezte. Hasonlóan fontos volt a Liverpool elleni 3-2-re megnyert találkozó, ahol 0-2-ről sikerült a fordítás. A szezon végére a Southampton 63 pontot gyűjtött és a hatodik helyen zárt, kvalifikálva ezzel magát az Európa-liga csoportkörébe is.
2016. június 14-én Ronald Koeman menedzser az Evertonhoz csatlakozott. Június 23-án Victor Wanyama a Tottenhamhez igazolt, Sadio Manét pedig a Liverpool vette meg. Június 25-én a Norwichtól érkezett a klubhoz Nathan Redmond. Június 30-án nevezték ki a csapat élére Claude Puel menedzsert, aki három évre írt alá.
2021-ben a csapat 80%-át megvásárolta a Sport Republic befektetési csoport.
2023-ban tizenegy év után a csapat kiesett a Premier League-ből, véget vetve a csapat második szereplésének az angol élvonalban.
2024 májusában – miután a 2023–24-es szezon végén, a másodosztály két legjobbjaként a Leicester City és az Ipswich Town egyenes ágon jutott fel az első osztályba – az EFL Championship rájátszásának döntőjében 1-0-ra legyőzték a Leeds United csapatát, ezzel biztosítva a feljutást a Premier League-be.

## A stadion

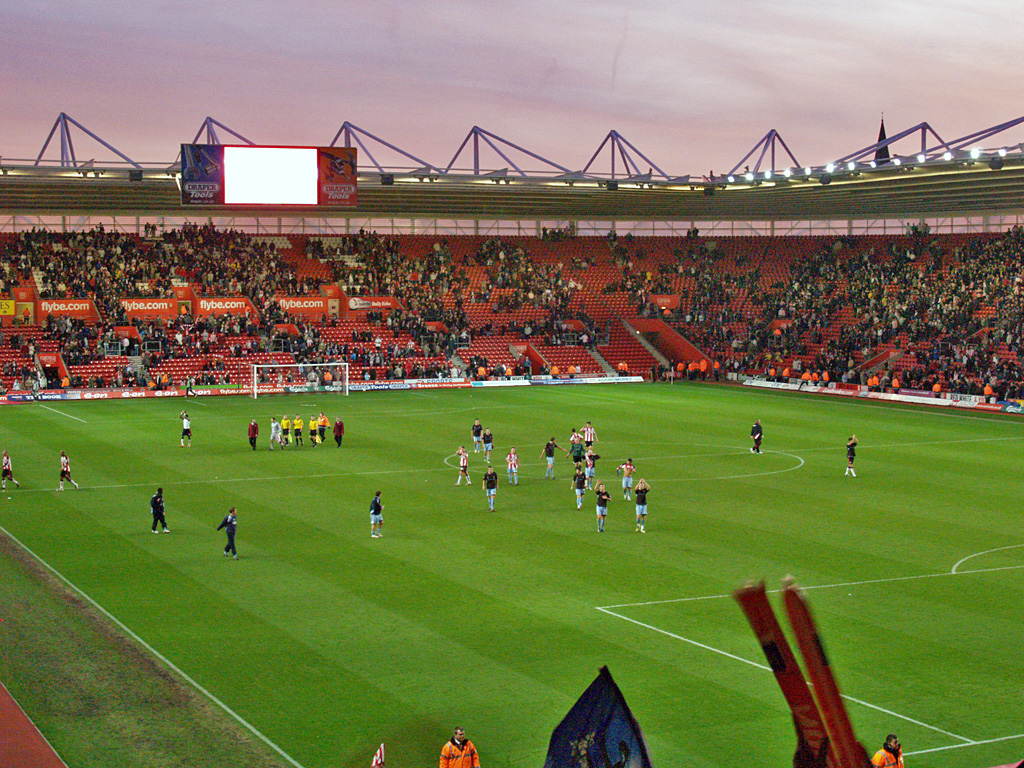
A St. Mary's stadion, a Southampton 2001 óta játssza itt a hazai mérkőzéseit

A St. Mary's Stadium Délkelet-Anglia legnagyobb stadionjaként 2001 óta ad otthont a Southampton hazai mérkőzéseinek. Teltház esetén 32.505 néző foglal helyet a lelátókon. A stadionban néhány nemzetközi mérkőzést is rendeztek már, például a 2002-es Anglia-Macedónia találkozót. A legmagasabb nézőszámot (32.363 fő) a 2012-es áprilisi Southampton-Coventry találkozón regisztrálták. A stadion a futballmérkőzéseken túl egyéb események (koncertek, filmbemutatók, iskolai rendezvények) helyszínéül is szolgál.
Az egyesület eredetileg a szponzorok után szerette volna elnevezni a stadiont, ám a szurkolói nyomás hatására letettek szándékukról. Bajnoki mérkőzéseken a vendégcsapat szurkolói számára 4250 hely áll rendelkezésére, míg a kupamérkőzéseken 3200 hely.
1898 és 2001 között a Southampton a The Dell nevű hazai stadionban játszott. A létesítmény befogadóképessége 15.200 fős volt. Miután a klub a St. Mary's stadionba költözött, a csapat augusztustól egészen novemberig nyeretlen volt; a helyi legenda szerint még egy boszorkányt is megkértek, hogy űzze el az átkot. A boszorkány szertartása után Marian Pahars góljával sikerült legyőzni a Charlton Athletic csapatát.

## Címer
A klub kezdetben a városi címert használta és csak az 1970-es években készült el a csapat saját emblémája, amely az 1990-es években esett át további változtatásokon. A jelenlegi logóban a glória a csapat becenevére, míg a labda a futballra utal, a sál pedig a szurkolókat jelképezi. A fa a közeli New Forestet és a Southampton Common nevű területet jelöli. A víz a folyókat, tavakat és óceánokat szimbolizálja, amelyek nagy szerepet töltenek be a város életében. A fehér rózsa a település szimbóluma, és a város saját címerében is megjelenik.

## A South Coast rangadók
A Southampton FC és a Portsmouth FC a déli part legsikeresebb csapatai közé tartozik. A két város mindössze tizenkilenc mérföldnyi távolságra található egymástól, összecsapásaikat ezért mint rangadókat tartják számon. A két klub ugyanakkor ritkán játszik azonos osztályban, mérkőzéseik ezért az angol futball többi jellegzetes rangadóihoz képest kevésbé gyakoriak.
A két együttes közül a klubtörténelmet tekintve a Portsmouth számít eredményesebb klubnak: az 1948-49-es, valamint az 1949-50-es idényben angol bajnokok voltak, illetve 1939-ben és 2008-ban megnyerték az FA-kupát. Ezzel szemben a Southampton mindössze az 1976-ban elnyert FA-kupával büszkélkedhet. Ugyanakkor a Southampton-Portsmouth-mérkőzéseken többször győzedelmeskedett a Southampton és története során jóval többször is játszott magasabb szintű bajnokságban. Míg a Southampton jelenleg a Premier League-ben szerepel, a Portsmouth az angol harmadosztály klubjaihoz tartozik.

## Eredmények
- FA Kupa

- Győztes: 1976
- Döntős: 1900, 1902, 2003

- Anglo-Italian Cup

- Döntős: 1976

- Angol szuperkupa

- Döntős: 1976

- Angol ligakupa

- Döntős: 1979

- Texaco Cup

- Döntős: 1975

- Full Members Cup:

- Döntős: 1992

- Football League Division 1

- Második helyezett: 1983–1984

- Football League Division 2

- Második helyezett: 1965–1966 és 1977–1978

- Football League Division 3:

- Bajnok: 1959–1960

- Football League Third Division South

- Bajnok: 1921–1922

- Southern League

- Bajnok: 1896–1897, 1897–1898, 1898–1899, 1900–1901, 1902–1903, 1903–1904

## Legeredményesebb góllövők
A Southampton eddigi legeredményesebb gólszerzője Mick Channon, aki kétszer is a klub játékosa volt. A klubnál töltött 14 év alatt 185-ször talált az ellenfelek kapujába. A 2. a listán a középpályás Matthew Le Tissier, aki a Szenteknél töltött 16 év alatt 442 találkozón szerepelt, és ezalatt 162 gólt szerzett. 2007. áprilisáig ő volt az egyetlen középpályás a Premier League történetében, aki minimum 100 gólt szerzett. A 3. legtöbb gólt a szélső Terry Paine szerezte, aki 1956 és 1974 között összesen 160 gólt rúgott a klub színeiben.
- Mick Channon: 185 (1966–1977 és 1979–1982)
- Matthew Le Tissier: 162 (1986–2002)
- Terry Paine: 160 (1956–1974)
- Bill Rawlings: 156 (1920–1927)
- George O’Brien: 154 (1959–1966)
- Derek Reeves: 145 (1954–1963)
- Eric Day: 145 (1945–1957)
- Ron Davies: 134 (1966–1973)
- Martin Chivers: 97 (1962–1968)
- Tommy Mulgrew: 90 (1954–1962)

Csak a bajnoki mérkőzéseket számolva.

## A csapat szponzorai
1980-tól kezdve összesen tíz cég szponzorálta a klubot. Az első támogató a Rank Xerox fénymásológyártó volt, őt követték olyan társaságok, mint például az Air Florida, a Draper Tools és a Friends Provident. 2014 és 2016 között a Veho elektronika cég volt a legfőbb szponzor. A szerződés lejártát követően a klub 2016. június 8-án a Virgin Mediát jelentette be új támogatóként.

## Ismertebb játékosok
| Anglia - David Armstrong - Alan Ball - Ted Bates - James Beattie - Francis Benali - Wayne Bridge - Jimmy Case - Mick Channon - Martin Chivers - Peter Crouch - Jason Dodd - C. B. Fry - Jon Gittens - Kevin Keegan - Matthew Le Tissier - Chris Marsden - Steve Moran - Peter Osgood - Terry Paine - Alf Ramsey - Jack Robinson - Alan Shearer - Peter Shilton - Bobby Stokes - Dave Watson - Theo Walcott - Kevin Phillips - Steve Williams - Mark Wright - Alex Oxlade-Chamberlain Ausztrália - Robbie Slater Belgium - Jelle Van Damme | Dánia - Ronnie Ekelund Ecuador - Agustín Delgado Finnország - Antti Niemi Írország - Austin Hayes - Jeff Kenna - Andy Townsend - Rory Delap - Jimmy Dunne Izrael - Eyal Berkovic Jamaica - Ricardo Fuller Lengyelország - Artur Boruc Lettország - Marian Pahars Észak-Írország - Chris Baird - Chris Nicholl Norvégia - Egil Østenstad - Claus Lundekvam - Jo Tessem Románia - Dan Petrescu | Skócia - Ted MacDougall - Nigel Quashie - Neil McCann Szenegál - Henri Camara Svédország - Anders Svensson - Michael Svensson Trinidad és Tobago - Kenwyne Jones Egyesült Államok - Kasey Keller Wales - Gareth Bale - Ron Davies - Mark Hughes - Paul Jones - Peter Rodrigues Jugoszlávia - Ivan Golac Zimbabwe - Bruce Grobbelaar |

## Vezetőedzők
- Cecil Knight (1894–1895)
- Charles Robson (1895–1897)
- Ernest Arnfield (1897–1911)
- George Swift (1911–1912)
- Ernest Arnfield (1912–1919)
- Jimmy McIntyre (1919–1924)
- Arthur Chadwick (1925–1931)
- George Kay (1931–1936)
- George Goss (1936–1937)
- Tom Parker (1937–1943)
- Arthur Dominy (1943–1946)
- Bill Dodgin (1946–1949)
- Sid Cann (1949–1951)
- George Roughton (1952–1955)
- Ted Bates (1955–1973)
- Lawrie McMenemy (1973–1985)
- Chris Nicholl (1985–1991)
- Ian Branfoot (1991–1994)
- Alan Ball (1994–1995)
- Dave Merrington (1995–1996)
- Graeme Souness (1996–1997)
- Dave Jones (1997–2000)
- Glenn Hoddle (2000–2001)
- Stuart Gray (2001)
- Gordon Strachan (2001–2004)
- Paul Sturrock (2004)
- Steve Wigley (2004)
- Harry Redknapp (2004–2005)
- George Burley (2005–2008)
- Nigel Pearson (2008)
- Jan Poortvliet (2008–2009)
- Mark Wotte (2009)
- Alan Pardew (2009–2010)
- Dean Wilkins (2010)
- Nigel Adkins (2010–2013)
- Mauricio Pochettino (2013–2014)
- Ronald Koeman (2014–2016)
- Claude Puel (2016–2017)
- Mauricio Pellegrino (2017–2018)
- Mark Hughes (2018)
- Ralph Hasenhüttl (2018–2022)
- Rubén Sellés (2022)
- Nathan Jones (2022–2023)
- Rubén Sellés (2023)
- Russell Martin (2023–2024)
- Ivan Jurić (2024–)

## Rekordok
Legnagyobb arányú győzelmek:
- 14–0, 1894. október 13-án az AFC Newbury ellen
- 11–0, 1901. december 28-án a Northampton Town FC ellen
- 11–0, 1902. december 13-án a Watford FC ellen
- 8–0, 1921. december 24-én a Northampton Town FC ellen
- 8-0, 2014. október 18-án a Sunderland ellen
- 9–3, 1965. szeptember 18-án a Wolverhampton Wanderers FC ellen
- 8–2, 1984. április 28-án a Coventry City FC ellen
- 7–1, 1961. január 7-én az Ipswich Town FC ellen
- 6–0, 1995. február 8-án a Luton Town FC ellen
- 6–0, 2007. március 31-én, a Wolverhampton Wanderers FC ellen

Legnagyobb arányú vereségek:
- 0–8, 1936. március 28-án a Tottenham Hotspur FC ellen
- 0–8, 1971. november 20-án az Everton FC ellen

Legtöbb mérkőzés:
815 (Terry Paine)
Legtöbb gól:
228 (Mick Channon)
Legtöbb gól egy szezonban
44 (Derek Reeves, 1959–60)
Legtöbb gól 1 mérkőzésen:
7 (Albert Brown, 1901. december 28-án a Northampton Town FC ellen)
Legfiatalabb játékos:
Theo Walcott (16 évesen és 143 naposan debütált a Wolverhampton Wanderers FC ellen, 2005. augusztus 6-án)
Legmagasabb nézőszám
32 363 (2012. április 28., az Coventry City ellen)

## Jelenlegi keret
2024. május 5-én frissítve.
A vastaggal jelzett játékosok felnőtt válogatottsággal rendelkeznek.
A dőlttel jelzett játékosok kölcsönben szerepelnek a klubnál.
| Mezszám                | Név                   | Nemzetiség    | Születési hely | Születési idő (kor)            | Korábbi csapat              | Érték (€)  | Szerződés lejárta |
| Kapusok                | Kapusok               | Kapusok       | Kapusok        | Kapusok                        | Kapusok                     | Kapusok    | Kapusok           |
| ---------------------- | --------------------- | ------------- | -------------- | ------------------------------ | --------------------------- | ---------- | ----------------- |
| 1                      | Alex McCarthy         | ENG           | Guildford      | 1989. december 3. (35 éves)    | Crystal Palace FC           | 500 000    | 2027.06.30.       |
| 13                     | Joe Lumley            | ENG           | Harlow         | 1995. február 15. (30 éves)    | Middlesbrough FC            | 600 000    | 2025.06.30.       |
| 30                     | Aaron Ramsdale        | ENG           | Stoke-on-Trent | 1998. május 14. (26 éves)      | Arsenal FC                  | 22 000 000 | 2028.06.30.       |
| 31                     | Gavin Bazunu          | IRE · Nigéria | Dublin         | 2002. február 20. (23 éves)    | Manchester City U21         | 15 000 000 | 2027.06.30.       |
| Védők                  |                       |               |                |                                |                             |            |                   |
| 2                      | Kyle Walker-Peters    | ENG · JAM     | London         | 1997. április 13. (27 éves)    | Tottenham Hotspur FC        | 20 000 000 | 2025.06.30.       |
| 3                      | Ryan Manning          | IRE           | Galway         | 1996. június 14. (28 éves)     | Swansea City AFC            | 3 000 000  | 2027.06.30.       |
| 5                      | Jack Stephens         | ENG           | Torpoint       | 1994. január 27. (31 éves)     | AFC Bournemouth             | 2 000 000  | 2025.06.30.       |
| 6                      | Taylor Harwood-Bellis | ENG           | Stockport      | 2002. január 30. (23 éves)     | Manchester City FC          | 22 000 000 | 2028.06.30.       |
| 12                     | Ronnie Edwards        | ENG           | Harlow         | 2003. március 28. (21 éves)    | Peterborough United FC      | 3 800 000  | 2026.06.30.       |
| 14                     | James Bree            | ENG           | Wakefield      | 1997. december 11. (27 éves)   | Luton Town FC               | 2 200 000  | 2026.06.30.       |
| 21                     | Charlie Taylor        | ENG           | York           | 1993. szeptember 18. (31 éves) | Burnley FC                  | 3 000 000  | 2026.06.30        |
| 28                     | Juan Larios           | SPA           | Tomares        | 2004. január 12. (21 éves)     | Manchester City U21         | 4 500 000  | 2027.06.30.       |
| 35                     | Jan Bednarek          | POL           | Słupia         | 1996. április 12. (28 éves)    | KKS Lech Poznań             | 11 000 000 | 2025.06.30.       |
| 37                     | Armel Bella-Kotchap   | GER · SEN     | Párizs         | 2001. december 11. (23 éves)   | VfL Bochum                  | 12 000 000 | 2026.06.30.       |
| Középpályások          |                       |               |                |                                |                             |            |                   |
| 4                      | Flynn Downes          | ENG           | Brentwood      | 1999. január 20. (26 éves)     | West Ham United FC          | 13 000 000 | 2028.06.30.       |
| 7                      | Joe Aribo             | Nigéria · ENG | London         | 1996. július 21. (28 éves)     | Rangers FC                  | 6 000 000  | 2026.06.30.       |
| 8                      | Will Smallbone        | IRE · ENG     | Basingstoke    | 2000. február 21. (25 éves)    | Utánpótlásból került fel    | 3 800 000  | 2026.06.30.       |
| 10                     | Adam Lallana          | ENG           | St Albans      | 1988. május 10. (36 éves)      | Brighton and Hove Albion FC | 1 000 000  | 2026.06.30        |
| 16                     | Szuginava Jukinari    | JPN           | Tojokava       | 2000. június 28. (24 éves)     | AZ                          | 12 000 000 | 2028.06.30.       |
| 18                     | Mateus Fernandes      | POR           | Olhão          | 2004. július 10. (20 éves)     | Sporting CP                 | 12 000 000 | 2029.06.30        |
| 26                     | Lesley Ugochukwu      | FRA · NGR     | Rennes         | 2004. március 26. (20 éves)    | Chelsea FC                  | 25 000 000 | 2025.05.31        |
| Támadók                |                       |               |                |                                |                             |            |                   |
| 9                      | Adam Armstrong        | ENG           | West Denton    | 1997. február 10. (28 éves)    | Blackburn Rovers FC         | 16 000 000 | 2027.06.30.       |
| 11                     | Ross Stewart          | SCO           | Irvine         | 1996. július 11. (28 éves)     | Sunderland AFC              | 4 500 000  | 2026.06.30.       |
| 17                     | Ben Brereton Díaz     | CHI · ENG     | Stoke-on-Trent | 1999. április 18. (25 éves)    | Villarreal CF               | 8 000 000  | 2028.06.30.       |
| 19                     | Cameron Archer        | ENG · JAM     | Walsall        | 2001. december 9. (23 éves)    | Aston Villa FC              | 13 000 000 | 2028.06.30.       |
| 20                     | Kamaldeen Sulemana    | Ghána         | Techiman       | 2002. február 15. (23 éves)    | Stade Rennais FC            | 13 000 000 | 2027.06.30.       |
| 22                     | Maxwel Cornet         | CIV · FRA     | Bregbo         | 1996. szeptember 27. (28 éves) | West Ham United FC          | 9 000 000  | 2025.06.30.       |
| 24                     | Ryan Fraser           | SCO           | Aberdeen       | 1994. február 24. (31 éves)    | Newcastle United FC         | 3 000 000  | 2024.05.31.       |
| 27                     | Samuel Amo-Ameyaw     | ENG · Ghána   | London         | 2006. július 18. (18 éves)     | Utánpótlásból került fel    | 300 000    | 2026.06.30.       |
| 32                     | Paul Onuachu          | NGR           | London         | 2006. július 18. (18 éves)     | KRC Genk                    | 13 000 000 | 2026.06.30.       |
| 33                     | Tyler Dibling         | ENG · Ghána   | Exeter         | 2006. február 17. (19 éves)    | Utánpótlásból került fel    | 5 000 000  | 2027.06.30.       |
| Kölcsönadott játékosok |                       |               |                |                                |                             |            |                   |
| Név                    | Poszt                 | Nemzetiség    | Születési hely | Születési idő (kor)            | Kölcsönben itt              | Érték (€)  | Kölcsön lejárta   |
| Shea Charles           | középpályás           | NIR · ENG     | Manchester     | 2003. november 5. (21 éves)    | Sheffield Wednesday FC      | 10 000 000 | 2025.06.30.       |
| Samuel Edozie          | középpályás           | ENG · NGR     | Lewisham       | 2003. január 28. (22 éves)     | RSC Anderlecht              | 8 000 000  | 2025.06.30.       |
| Macuki Kurju           | középpályás           | JPN           | Muroran        | 2003. január 28. (22 éves)     | Göztepe SK                  | 1 500 000  | 2025.06.30.       |
| Juan                   | támadó                | BRA           | São Paulo      | 2002. március 7. (23 éves)     | Göztepe SK                  | 1 500 000  | 2025.06.30.       |